# کیکاووس یاکیده
کیکاووس یاکیده (زاده ۲۰ بهمن ۱۳۴۷) دوبلور، بازیگر و شاعر ایرانی است. او از سال ۱۳۶۹ فعالیت در عرصه دوبله و گویندگی را شروع کرده و افزون بر دوبله فیلم‌های مختلف، به عنوان گوینده تبلیغاتی هم حضور داشته است. وی همچنین شعرهایی را سروده است که کتاب شعر «بانو و آخرین کولی سایه فروش» اولین اثر چاپ شده ایشان است ، ایشان همچنان در برنامه تلویزیونی لذت دانایی هم به عنوان دوبلور ایفای نقش کردند.
یاکیده با ایفای نقش «جمشید کاظمی» در مجموعه تلویزیونی هوش سیاه (۱۳۹۲–۱۳۸۹) به شهرت فراوانی دست یافت.
او همچنین از سال ۱۳۹۴ به صنعت دوبله بازگشته و از آن سال تا کنون به در دوبلاژ ایران مجدد مشغول به فعالیت می‌باشد.

## زندگی هنری
وی از سال ۱۳۶۹ فعالیت در عرصه دوبله و گویندگی را آغاز کرده و افزون بر دوبله فیلم‌های مختلف، به عنوان گوینده تبلیغاتی هم حضور فعالی داشته است.
از جمله معروف‌ترین دوبله‌های او می‌توان به مستند " لذت نقاشی " گویندگی به جای نقاش معروف باب راس و سریال کمیسر رکس به جای ریچارد موزر اشاره کرد. علاوه بر کتاب "بانو" سه کتاب شعر دیگر هم به نام‌های " کولی پیراهن تنگ یک خواب بلند "، " سایه درمیان دری نیمه گشوده " و " به او که شما نمی‌شناسیدش " سروده و دکلمه هر سه کتاب دیگر هم همچون کتاب بانو با صدای خودش موجود است.
او همچنین در سال ۲۰۰۲ از سوی انجمن بین‌المللی شعر آمریکا دیپلم افتخار گرفت و در سال ۱۳۸۱ برنده جایزه گوینده برتر از جشنواره تبلیغات صدا و سیما شد.
یاکیده با بازی در مجموعه محبوب هوش سیاه در نقش جمشید کاظمی(کامران) به محبوبیت و شهرت عظیمی‌در حوزه بازیگری دست یافت به طوری که از آن به بعد اغلب مردم او را با نام هوش سیاه می‌شناسند.
وی همچنین پس از سال‌ها دوری از دوبله، سال ۱۳۹۴ با دوبله فیلم بتمن علیه سوپرمن به این صنعت بازگشته و در فیلم‌ها به گویندگی و دوبلوری می‌پردازد.

## بازیگری

### سریال و فیلم
| نام                                                        | نقش                        |
| ---------------------------------------------------------- | -------------------------- |
| قائم مقام فراهانی                                          | آقا محمد خان قاجار         |
| آتش‌بس                                                      | احمد                       |
| هوش سیاه ۱ و ۲                                             | جمشید کاظمی-کامران بوریایی |
| اروند                                                      | سروان دادفر                |
| کلاف                                                       | سیروس                      |
| هدیه                                                       |                            |
| زن زیادی                                                   |                            |
| عقاب صحرا                                                  | ابو بصیر                   |
| مانا                                                       |                            |
| زینب                                                       |                            |
| به نام گل سرخ                                              |                            |
| وزن خشک                                                    |                            |
| شهر دقیانوس                                                |                            |
| سکوت مطلق                                                  |                            |
| هستی (هنوز پخش نشده)                                       |                            |
| آخرین لحظه. فیلم برگی بر شاخه به کارگردانی حسین سهیلی زاده |                            |

### تئاترها
- شازده کوچولو
- روزهای زرد
- پابلو نرودا
- ریچارد سوم

### تله تئاترها
- اوراق شناسایی
- تیغ کهنه
- همه پسران من
- در رستوران

## دوبله‌ها
- ماشین‌ها ۲............................... فین مک میسل و پروفسور زونداپ
- کمیسر و رکس...........................توبیاس مورتی
- لذت دانایی …………………………….. گوینده
- بتمن آغاز می‌کند........................کریستین بیل
- شوالیه تاریکی...........................کریستین بیل
- بابا لنگ دراز .......... ……………. جرویس پندلتون
- شوالیه تاریکی برمی‌خیزد............کریستین بیل
- بازگشت بتمن............................مایکل کیتون
- مجموعه بی‌باک (۳فصل)................ چارلی کاکس
- آخرین سامورایی............تونی گلدوین
- رفته رفته..............شاهرخ خان
- سریع و خشن ۹ ...........................جان سینا
- جوخه انتحار................................یوئل کینامن
- ایپ من.......................................دانی ین
- مأموریت غیرممکن ۲....................دوگری اسکات
- لوگان..........................................بوید هالبروک
- خون‌بها.......................................گری سینایس
- خانه پوشالی...................................کانوی
- تعادل........................................کریستین بیل
- ماشین کار.................................کریستین بیل
- دردویل.......................................چارلی کاکس
- دارک فینکس.............................مایکل فاسبندر
- شکارچیان روح: افترلایف................پل راد
- انتقام‌جویان: پایان بازی................پل راد
- علاءالدین....................................ویل اسمیت
- آکوامن........................................جیسون موموآ
- شیرشاه....................................دونالد گلاور(سیمبای)
- رستاخیزهای ماتریکس..........کیانو ریوز
- جان ویک..........کیانو ریوز
- جان ویک: بخش ۲..........کیانو ریوز
- جان ویک: بخش ۳ – پارابلوم..........کیانو ریوز

جان ویک: بخش ۴..........کیانو ریوز
- مشت‌زن........ کریستین بیل
- فورد در برابر فراری........... کریستین بیل
- ویچر............. هنری کویل
- مرد پولادین................هنری کویل
- انولا هلمز................هنری کویل
- مرد عنکبوتی: دور از خانه...............جیک جیلنهال
- فروپاشی (مینی سریال)................هیو گرانت (دوبله گپ فیلم)
- حیثیت.................هیو جکمن
- لوکی (مجموعه تلویزیونی).................اوون ویلسون (دوبله گپ فیلم)
- مرد مورچه‌ای ….... پل راد (دوبله گپ فیلم)
- مرد مورچه‌ای و زنبورک … پل راد (دوبله گپ فیلم)
- گناهکار …..... جیک جیلنهال (دوبله گپ فیلم)
- جوخه انتحار.......... یوئل کینامن (گپ فیلم، فیلیمو، نماوا)
- مستند باب راس ۲۰۲۱........... باب راس (دوبله فیلیمو)
- پسران بد تا ابد … ویل اسمیت (دوبله گپ فیلم)
- مبارز.... … کریستین بیل (دوبله گپ فیلم)
- گلهای جنگ …..... کریستین بیل (دوبله نماوا)
- مرد دو پیکر ….. ویل اسمیت (دوبله گپ فیلم)
- ربکا …... آرمی‌همر (دوبله گپ فیلم)
- بحران ….... آرمی‌همر (دوبله گپ فیلم)
- والکری ….... تام کروز (دوبله گپ فیلم)
- حرکت ناگهانی ممنوع … دلتورو (دوبله گپ فیلم)
- مورتال کامبت ۲۰۲۱...........(دوبله گپ فیلم)
- لیگ عدالت ….... هنری کویل (دوبله گپ فیلم)
- لیگ عدالت زک اسنایدر … هنری کویل (دوبله گپ فیلم)
- باب اسفنجی. اسفنج درحال فرار … کیانو ریوز (دوبله گپ فیلم)
- سوپر من و لوئیس (سریال)........... (دوبله فیلیمو)
- سرزمین هیچ مردی ۲۰۱۹.......... (دوبله فیلیمو)
- سطح رئیس … (دوبله فیلیمو)
- خطرناک‌ترین بازی (مینی سریال)..............(دوبله فیلمو)
- بینهایت … (دوبله نماوا)
- مجموعه اندور (فصل ۱تا ۶)............ (دوبله نماوا)
- ساکت کردن … (دوبله گپ فیلم)
- ققنوس سیاه … (دوبله گپ فیلم)
- بیگانه: پیمان …(دوبله گپ فیلم)
- شانگ چی...... (دوبله گپ فیلم)
- تل ماسه..... (دوبله گپ فیلم)
- ماتریکس ۴...... (دوبله گپ فیلم و فیلیمو)
- شکارچیان روح: جهان پس از مرگ...... (دوبله گپ فیلم)
- مجموعه ویچر (فصل ۱ و۲)...... (دوبله گپ فیلم و نماوا)
- وایکینگ‌ها: والهالا (فصل اول)....... (دوبله گپ فیلم)
- مرد عنکبوتی راهی به خانه نیست....... (دوبله فیلیمو)
- در برابر یخ........... (دوبله گپ فیلم)
- قتل روی نیل… (دوبله گپ فیلم)
- مجموعه شوالیه ماه (فصل اول)........ (دوبله گپ فیلم)
- آمبولانس......... (دوبله گپ فیلم)
- جانوران شگفت‌انگیز اسرار دامبلدور... (دوبله گپ فیلم)
- دکتر استرنج در جهان‌های موازی و جنون آمیز..... (دوبله فیلیمو)
- سرقت پول (کره ای)....... (دوبله داب بین)
- شهر گمشده......... (دوبله داب بین)
- خاندان اژدها......... (دوبله داب بین)
- ارباب حلقه‌ها: حلقه‌های قدرت....... (دوبله داب بین)
- لیگ ابر قهرمانان حیوانات دی سی..... (دوبله داب بین)
- ثور: عشق و رعد...... (دوبله داب بین)
- انولاهلمز ۲ ....... (دوبله گپ فیلم)
- آمستردام ........ (دوبله گپ فیلم)
- رهاسازی ...... (دوبله گپ فیلم)
- چشم آبی روشن … (دوبله گپ فیلم)
- وایکینگ‌ها والهالا فصل دوم و سوم … (دوبله گپ فیلم)
- مرد مورچه ای ۳ …………… پاول راد و اوون ویلسون (دوبله گپ فیلم)
- جان ویک ۴ ……. کیانو ریوز (دوبله گپ فیلم و فیلیمو و پیشتازمووی)
- پیمان …… جیک جیلنهال (دوبله گپ فیلم)
- سه‌گانه ارباب لحقه‌ها ………… (دوبله فیلیمو)
- مأموریت غیرممکن ۷ ……… تام کروز (دوبله گپ فیلم)
- آرگایل ……….. هنری کویل (دوبله گپ فیلم)
- کافه بین‌راهی ……… [جیک جیلنهال]] (دوبله گپ فیلم)
- شاهزاده پارسی ……. جیک جیلنهال (دوبله نماوا)
- وزارت جنگ ناجوانمردانه …. هنری کویل (دوبله گپ فیلم)
- توازن ……… کریستین بیل
- پسران بد: بمیر یا بران …… ویل اسمیت (دوبله گپ فیلم)
- اسکویید گیم / فصل ۱و۲ …. دوبله فیلیمو

## دکلمه
- آلبوم رباعیات حکیم عمر خیام ۱۳۹۰[۲]
- کتاب صوتی رباعیات خیام ۱۳۹۷[۳]
- کتاب صوتی غزلیات حافظ ۱۳۹۷ براساس نسخه غنی و قزوینی
- آلبوم بانو و آخرین کولی سایه فروش[۴]
- دکلمه کولی پیراهن تنگ یک خواب بلند[۵]
- دکلمه سایه در میان دری نیمه گشوده[۶]
- دکلمه به او که شما نمی‌شناسیدش
- دکلمه آرش کمانگیر اثر سیاوش کسرایی

## جوایز و افتخارات
- مدال شعر شایسته از سمپوزیوم شعر واشینگتن دی سی
- دریافت کاپ شایستگی از انجمن بین‌المللی شعر ۲۰۰۴[۱۱]
- دریافت جایزه رویال ریل از جشنواره فیلم کانادا برای فیلم کوتاه «سایه در میان دری نیمه گشوده»[۱۱]
- جایزه گوینده برتر از جشنواره تبلیغات صدا و سیما در سال ۱۳۸۱

## آثار چاپ شده
- بانو و آخرین کولی سایه فروش انتشارات قطره
- کولی پیراهن تنگ یک خواب بلند انتشارات قطره و آرووج
- سایه در میان دری نیمه گشوده انتشارات قطره
- به او که شما نمی شناسیدش (۱۴۰۰)- انتشارات آرویج